# Der König Kandaules
Der König Kandaules (El rey Candaules) es una ópera en tres actos con música de Alexander von Zemlinsky sobre libreto del compositor basado en la pieza El rey Candaules de André Gide traducido por Franz Blei. El compositor acabó el libreto en 1935 pero la orquestación quedó inacabada. En el exilio en los Estados Unidos abandonó el proyecto ya que una escena erótica en el segundo acto hacía a la ópera condenable por la censura. Se estrenó el 6 de octubre de 1996 en la Staatsoper de Hamburgo bajo la dirección de Gerd Albrecht.
Es una ópera actualmente poco representada; en las estadísticas de Operabase aparece con sólo 6 representaciones en el período 2005-2010. En junio de 2016 se representó en Sevilla una producción del Teatro Massimo de Palermo que supuso el estreno de la ópera en España.

## Personajes
| Personaje          | Tesitura | Reparto el 6 de octubre de 1996 (Director de orquesta: Gerd Albrecht) |
| ------------------ | -------- | --------------------------------------------------------------------- |
| Le Roi             | tenor    | James O'Neal                                                          |
| Nyssia, su esposa  | soprano  | Nina Warren                                                           |
| Gyges, un pescador | barítono | Monte Pederson                                                        |
| Phedros            | barítono | Klaus Häger                                                           |
| Syphax             | bajo     | Peter Galliard                                                        |
| Nicomedes          | barítono | Mariusz Kwiecien                                                      |
| Pharnaces          | tenor    | Kurt Gysen                                                            |
| Philebos           | bajo     | Simon Yang                                                            |
| Sebas              | tenor    | Ferdinand Seiler                                                      |
| Archelaos          | bajo     | Guido Jentjens                                                        |

## Sinopsis
Lidia, en la antigua Grecia.

### Acto I
Gyges el pescador se presenta. Cuenta que tiene la misma edad que el rey Candaules: cuando eran niños ambos jugaban en la playa, pero hace mucho de eso y el destino los ha separado y el rey lo ha olvidado. Él vive en la pobreza de su pesca que vende al rey y su mujer es la cocinera del palacio. A continuación, se marcha y en el palacio real se prepara una fiesta. El rey se siente tan feliz de sus riquezas y de la belleza de su mujer Nyssia que decide que por primera vez se muestre en público sin estar cubierta por un velo. Se sirve el pescado y alguien encuentra un anillo dentro de un pez. El rey quiere que se presente el pescador ante la corte, que resulta ser Gyges. Éste está más desgraciado que nunca, pues acaba de incendiarse su choza y sólo le quedan dos cosas: su mujer (allí presente) y su pobreza. Uno de los cortesanos se burla diciendo que ella tampoco es sólo suya, que se acostó con ella la noche de antes. Gyges la mata allí mismo delante de todos. El rey queda fascinado por su desgracia en contraposición a las dichas que él posee y lo invita a su palacio.

### Acto II
Candaules descubre fortuitamente que el anillo es mágico y tiene la propiedad de hacer invisible a quien se lo pone. Dispuesto a compartirlo todo, le da el anillo mágico a Gyges para que vea desnuda a su mujer Nyssia, pero él no muestra interés por ella. Llega Nyssia y empieza a desnudarse en la oscuridad. Candaules deja a Gyges en la alcoba y se marcha. Nyssia se acuesta con él pensando que es su marido. A la mañana siguiente le cuenta que siempre lo ha amado, pero que los besos que le dio anoche fueron los mejores. Candaules se siente consternado, pues sabe que no fue él quien pasó la noche con ella, y se marcha buscando a Gyges por el palacio.

### Acto III
Gyges vuelve a la alcoba abrumado por su conciencia y le confiesa a Nyssia lo que pasó la noche anterior. Ella, sin embargo, se siente profundamente humillada y traicionada por su marido, de quien pensaba que la amaba y ordena a Gyges que mate a Candaules. El rey se presenta allí y Gyges lo mata. Nyssia lo corona como nuevo rey de Lidia y nuevo marido.